# Alfonso de la Torre
Alfonso de la Torre war ein spanischer Schriftsteller des 15. Jahrhunderts. Geboren wurde er in einem Dorf im Bistum Burgos, gestorben ist er wahrscheinlich um 1460. Er entstammt vermutlich einer Converso-Familie. An der Universität Salamanca studierte er die Freien Künste und Theologie.
Alfonso de la Torres bekanntestes Werk ist seine Visión delectable oder Visión deleitable, mit vollständigem Titel: Visión delectable de la Filosofía y Artes liberales, Metafísica y Fílosofia moral. Das mit Holzschnitten illustrierte Buch wurde 1484 in Barcelona erstmals gedruckt und ist ein Kompendium der Bildung für junge Leser.